# Nalliers (Vienne)
Nalliers é uma comuna francesa na região administrativa da Nova Aquitânia, no departamento de Vienne. Estende-se por uma área de 16,03 km². Em 2010 a comuna tinha 328 habitantes (densidade: 20,5 hab./km²).